# Het negende uur (hoorspel)
Het negende uur is een hoorspel naar de historische roman Um die neunte Stunde oder Simon und Nikodemus (1953) van Edzard Schaper. Onder de titel Symon von Kyrene werd het op 16 april 1954 uitgezonden door de Nordwestdeutscher Rundfunk. In een vertaling van Will Barnard zond de NCRV het uit op maandag 12 april 1965. De regisseur was Wim Paauw. Het hoorspel duurde 48 minuten.

## Rolbezetting
- Paul Deen (Simon van Cyrene)
- Hetty Berger (Rachel)
- Jules Croiset (Alexander)
- Hans Karsenbarg (Rufus)
- Jacques Snoek (priester)
- Dries Krijn (Hillel)
- Joke Hagelen (Veronica)

## Inhoud
Simon van Cyrene wordt door de soldaten gedwongen, Jezus te helpen met het dragen van het kruis. Pas in de daaropvolgende gesprekken, en bij de aanblik van het doek waarmee Veronica Jezus’ gelaat afdepte, ziet Simon langzaam de volle betekenis van het het gebeuren in: van nu af aan zal ook hij het teken van het kruis door de tijd dragen...